# Fasano
Fasano là một đô thị và thị xã của Ý. Đô thị này thuộc tỉnh Brindisi trong vùng Apulia. Fasano có diện tích 128 km2, dân số theo ước tính năm 2005 của Viện thống kê quốc gia Ý là 38.552 người. Fasano đánh dấu ranh giới giữa Altosalento và tỉnh Bari. Nó có khoảng cách đều ba tỉnh lỵ ở Puglia là Bari, Taranto và Brindisi.
Các đơn vị dân cư: Torre Canne, Pezze di Greco, Montalbano, Speziale, Torre Canne, Selva di Fasano, Savelletri, Laureto, Canale di Pirro, Pozzo Faceto, Torre Spaccata.
Đô thị Fasano giáp với các đô thị: